# 楊井人文
楊井 人文（やない ひとふみ、1980年〈昭和55年〉 - ）は、日本の弁護士（登録番号：38739、第一東京弁護士会）、ジャーナリスト。元産経新聞記者。かつて存在した一般社団法人日本報道検証機構では代表理事を務めていた。

## 略歴
大阪府出身。甲陽学院高等学校（兵庫県西宮市）を経て、2002年（平成14年）3月、慶應義塾大学総合政策学部卒業。4月、株式会社産業経済新聞社入社。産経新聞の支局記者として、さいたま総局（埼玉県さいたま市）に配属。
2003年12月、産業経済新聞社を退職。2007年3月、慶應義塾大学大学院法務研究科修了。同年9月に新司法試験に合格、12月に司法研修所入所（新61期）。2008年12月、弁護士登録。2009年4月、山下法律事務所入所。2012年2月、弁護士法人ベリーベスト法律事務所入所。

## 人物
保守的な思考で、大学時代、台湾の現代政治について学んでおり、就職活動では、台北に古くから支局を置き取材に注力している産経新聞だけを受験し、他の新聞社やテレビを受けなかったという。
その産経新聞を1年8ケ月で退職した理由として、支局の先輩記者が「挨拶代わりにゲンコツで若い記者の頭を殴るような」「体育会系のノリ」の人物だったこと。そして、アメリカによるイラク戦争を批判した保守派の論客の西部邁について、産経新聞が紙面で批判したため「『もうこの会社にはいられない』との思いが強くなりました」。
2003年12月に辞職後、慶應の法科大学院へ進んだが、学部は総合政策学部のため、法律は独学だったという。
弁護士になった後、2012年4月、マスコミ誤報検証・報道被害救済サイト「GoHoo」を立ち上げ、同年11月、一般社団法人日本報道検証機構を設立し、同代表理事に就任した。設立の理由として、2011年の東日本大震災発生以降、放射能汚染に対する危険性などについて、二極化する報道に危機感を抱いたことを挙げている。
なお、2019年（令和元年）8月29日、寄付金が充分に集まらず運営継続も困難として、日本報道検証機構を解散した。

## 著書
- 『3訂版ビクティム・サポート(VS)マニュアル -犯罪被害者支援の手引き-』（共著、東京法令出版、2008年）
- 『外国人の法律相談Q&A第二次改訂版』（共著、ぎょうせい、2011年）